# Suscévaz
Suscévaz ist eine politische Gemeinde im Distrikt Jura-Nord vaudois des Kantons Waadt in der Schweiz.

## Geographie
Suscévaz liegt auf 445 m ü. M., 5 km westsüdwestlich der Bezirkshauptstadt Yverdon-les-Bains (Luftlinie). Das Haufendorf erstreckt sich am Nordrand der Orbeebene, auf dem südwestlichsten Ausläufer des Mont de Chamblon, im Waadtländer Mittelland.
Die Fläche des 4,2 km² grossen Gemeindegebiets umfasst einen Abschnitt des nördlichen Waadtländer Mittellandes. Der südliche Gemeindeteil wird von der landwirtschaftlich intensiv genutzten Orbeebene eingenommen. Das Gebiet reicht südwärts über die kanalisierten Läufe des Mujon, des Canal Occidental und der Thielle bis fast zum Canal Oriental. Nördlich des Dorfes umfasst der Gemeindeboden den teils bewaldeten Westabhang des Mont de Chamblon, der durch die Talniederung des Bey von den Höhen des Jurafussplateaus getrennt ist. Der höchste Punkt von Suscévaz wird mit 530 m ü. M. am Rand des Mont de Chamblon erreicht. Von der Gemeindefläche entfielen 1997 5 % auf Siedlungen, 11 % auf Wald und Gehölze, 82 % auf Landwirtschaft und etwas mehr als 2 % war unproduktives Land.
Zu Suscévaz gehören einige Einzelhöfe. Nachbargemeinden von Suscévaz sind Chamblon, Treycovagnes, Ependes, Mathod, Champvent und Villars-sous-Champvent.

## Bevölkerung
Mit 217 Einwohnern (Stand 31. Dezember 2023) gehört Suscévaz zu den kleinen Gemeinden des Kantons Waadt. Von den Bewohnern sind 93,3 % französischsprachig, 3,9 % portugiesischsprachig und 1,7 % deutschsprachig (Stand 2000). Die Bevölkerungszahl von Suscévaz belief sich 1900 auf 144 Einwohner. Während des 20. Jahrhunderts blieb die Einwohnerzahl stabil auf dem Niveau von 1900. Erst seit 1980 wird eine leicht steigende Tendenz verzeichnet.

## Wirtschaft
Suscévaz war bis in die zweite Hälfte des 20. Jahrhunderts ein vorwiegend durch die Landwirtschaft geprägtes Dorf. Noch heute haben der Ackerbau (insbesondere Gemüsekulturen und Zuckerrüben) und der Obstbau eine wichtige Bedeutung in der Erwerbsstruktur der Bevölkerung. Am Südhang des Mont de Chamblon gibt es ein kleines Weinbaugebiet. Weitere Arbeitsplätze sind im lokalen Kleingewerbe und im Dienstleistungssektor vorhanden. In den letzten Jahrzehnten hat sich Suscévaz zu einer Wohngemeinde entwickelt. Zahlreiche Erwerbstätige sind deshalb Wegpendler, die vor allem in Orbe und im Raum Yverdon-les-Bains arbeiten.

## Verkehr
Die Gemeinde ist verkehrstechnisch gut erschlossen. Sie liegt an der Hauptstrasse von Yverdon nach Orbe. Durch einen Postautokurs, der von Yverdon nach Orbe verkehrt, ist Suscévaz an das Netz des öffentlichen Verkehrs angebunden.

## Geschichte
Die erste urkundliche Erwähnung des Ortes erfolgte 1141 unter dem Namen Sub Silva (in der Bedeutung von unter dem Wald). Später erschienen die Bezeichnungen Suceve (1315), Souceva (1368) und Suscéva (1536).
Seit dem Mittelalter war Suscévaz Teil der Herrschaft Grandson. Auch die Prämonstratenserabtei Lac de Joux (L’Abbaye) besass Grundrechte auf dem Dorfgebiet. Mit der Eroberung der Waadt durch Bern im Jahr 1536 gelangte Suscévaz unter die Verwaltung der Vogtei Yverdon. Nach dem Zusammenbruch des Ancien Régime gehörte das Dorf von 1798 bis 1803 während der Helvetik zum Kanton Léman, der anschliessend mit der Inkraftsetzung der Mediationsverfassung im Kanton Waadt aufging. 1798 wurde es dem Bezirk Yverdon zugeteilt. Suscévaz besitzt keine eigene Kirche, es gehört zur Pfarrei Mathod.

## Bilder

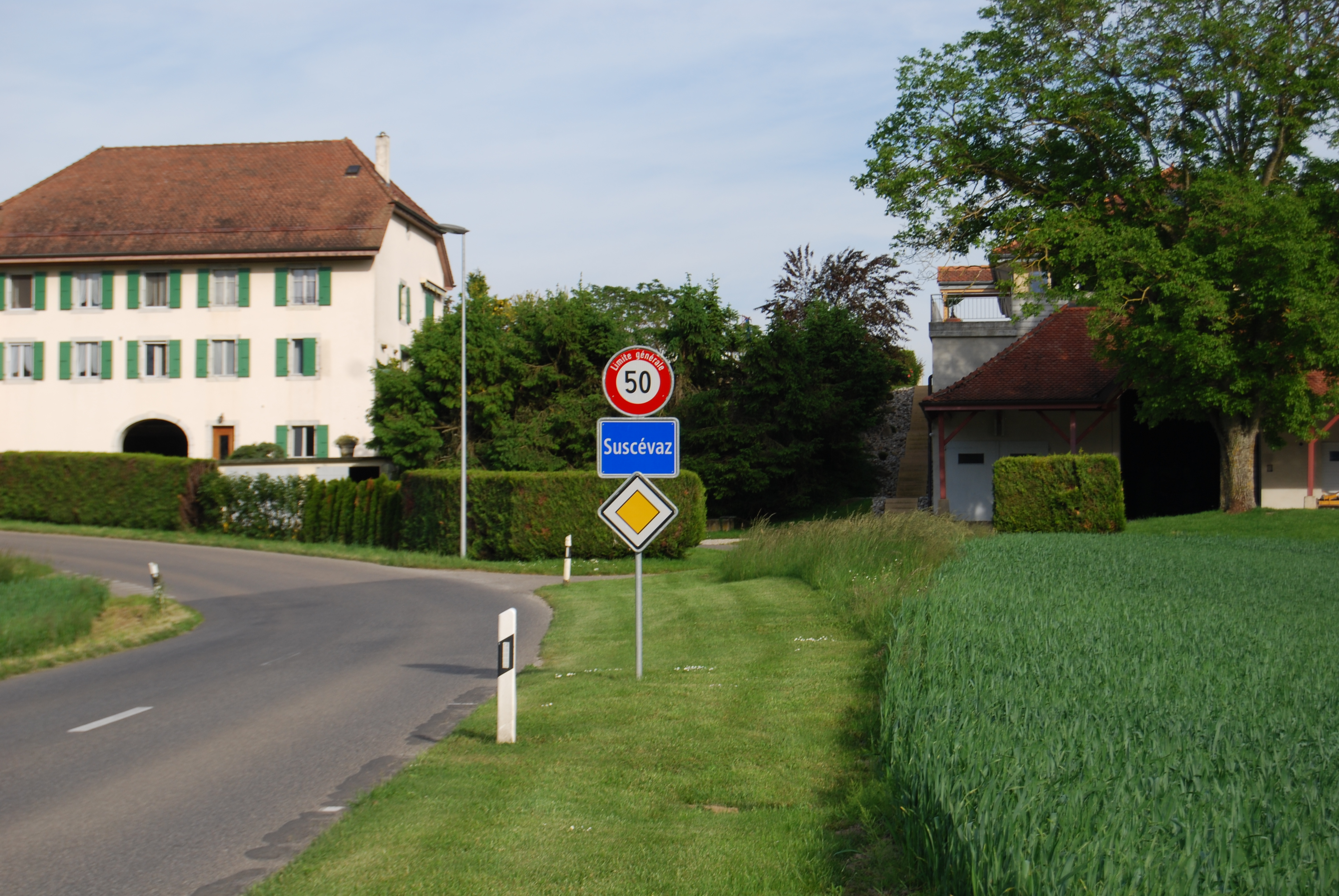
Ortseingang
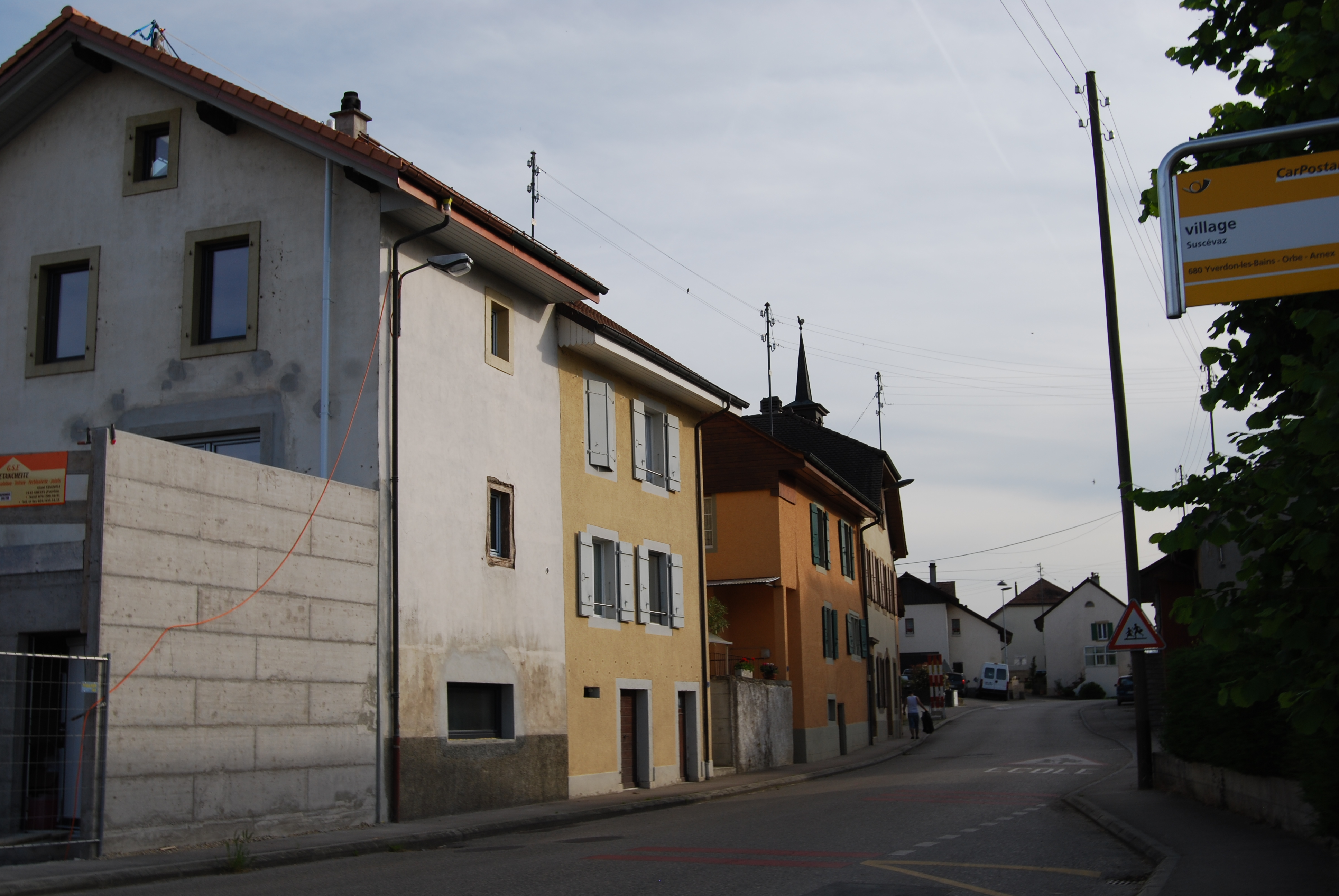
Dorfzentrum
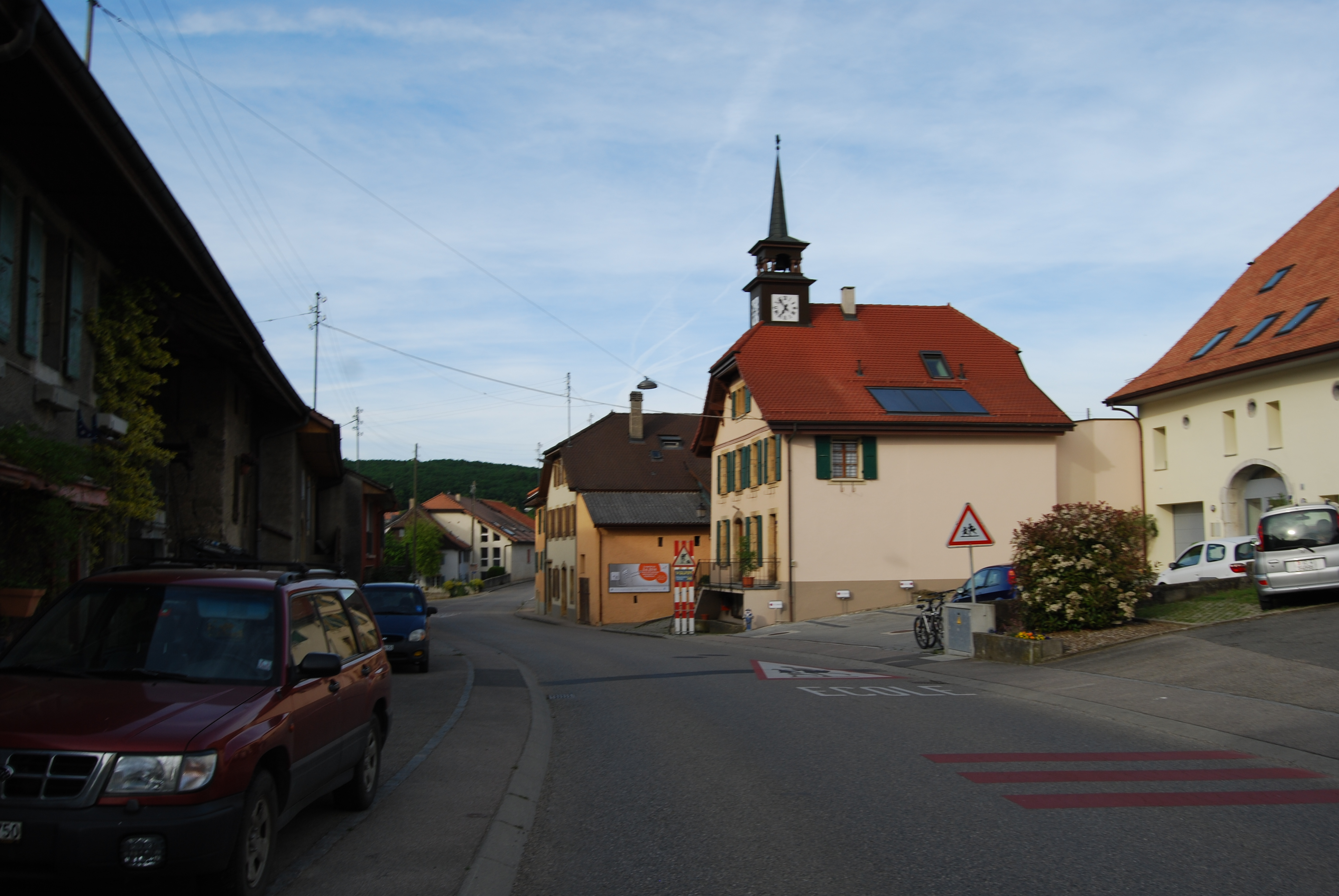
Schule
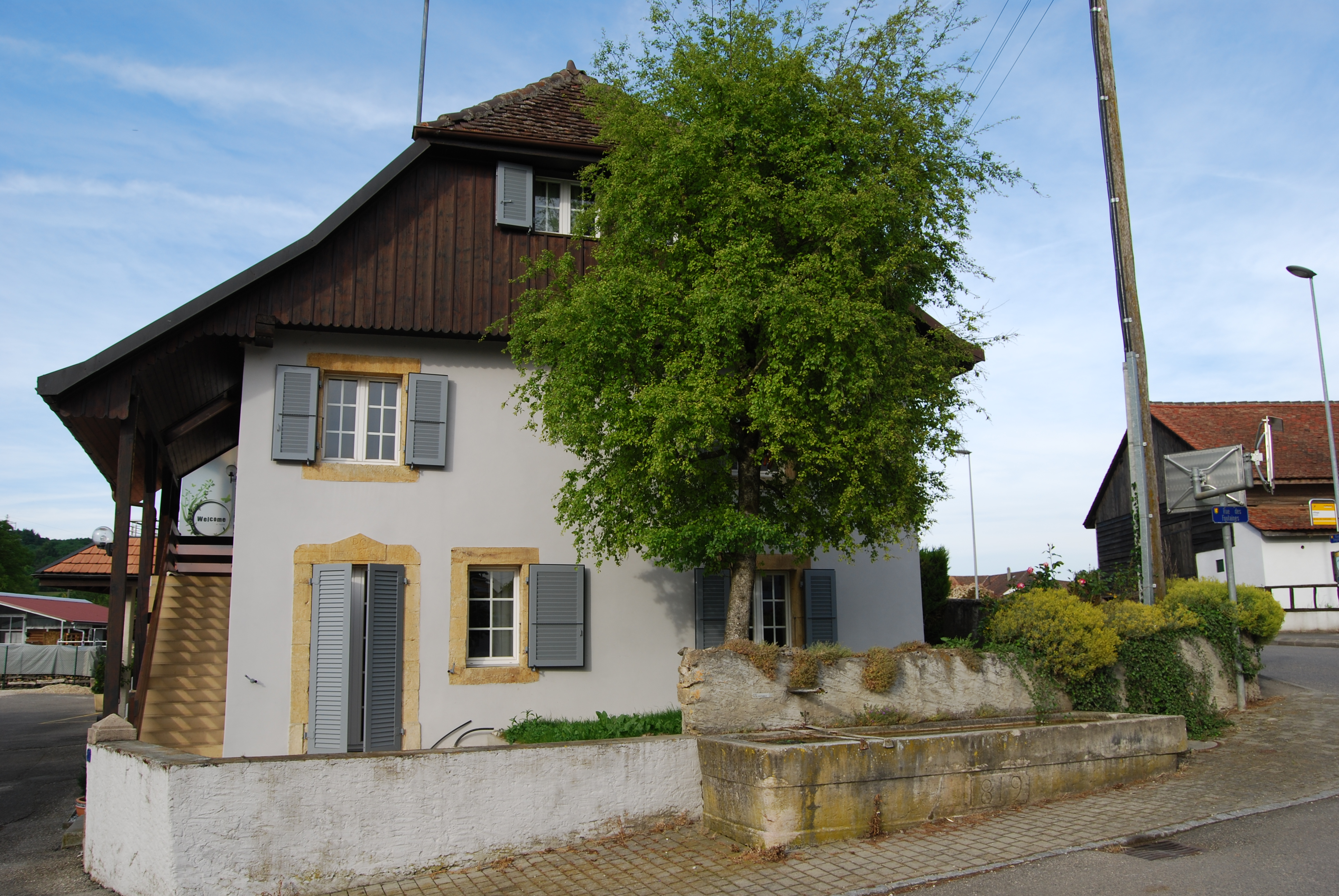
Wohnhaus im Dorfzentrum